# U-573
El submarí alemany U-573 va ser un submarí tipus VIIC construït per a la Kriegsmarine de l'Alemanya nazi per al servei durant la Segona Guerra Mundial.
La seva quilla es va posar el 8 de juny de 1940 a la drassana de Blohm & Voss a Hamburg, amb número de drassana 549. Va ser avarat el 17 d'abril de 1941 i entrà en servei el 5 de juny amb el Kapitänleutnant Heinrich Heinsohn (12 de febrer de 1910 - 6 de maig de 1943) al comandament. Heinsohn la va manar durant tota la seva carrera a la Kriegsmarine. El maig de 1941 havia disposat que la ciutat de Landeck al Tirol adoptés el submarí dins del llavors popular programa de patrocini (Patenschaftsprogramm), organitzant regals i festes per a la tripulació, cosa que li va valer el nom honorífic "U-573 Landeck".
L'embarcació va començar la seva carrera de servei com a part de la 3a Flotilla de submarins quan va realitzar entrenaments; l'1 de setembre de 1941 va començar a operar amb aquella flotilla. Va ser traslladada a la 29a Flotilla, també per a operacions, l'1 de gener de 1942. Va ser venut a l'Armada espanyola aquell mateix any i es va convertir en el submarí espanyol G-7.

## Disseny
Els submarins alemanys de tipus VIIC van ser precedits pels submarins de tipus VIIB més curts. L'U-573 tenia un desplaçament de 769 tones (757 tones llargues) quan estava a la superfície i de 871 tones (857 tones llargues) mentre estava submergit. Tenia una longitud total de 67,10 m (220 peus 2 polzades), una longitud del casc a pressió de 50,50 m (165 peus 8 polzades), una mànega de 6,20 m (20 peus 4 polzades), una alçada de 9,60 m (31 peus 6 polzades) i un calat de 4,74 m (15 peus 7 polzades). El submarí estava propulsat per dos motors dièsel sobrealimentats de sis cilindres i quatre temps Germaniawerft F46, produint un total de 2.800 a 3.200 cavalls de potència (2.060 a 2.350 kW; 2.760 a 3.160 shp) per al seu ús a la superfície, dos motors elèctrics de doble efecte GG UB 720/8 Brown, Boveri & Cie que produïen un total de 750 cavalls de potència (75500 kW); shp) per utilitzar-lo submergit. Tenia dos eixos i dues hèlixs d'1,23 m (4 peus). El vaixell era capaç d'operar a profunditats de fins a 230 metres (750 peus).
El submarí tenia una velocitat màxima en superfície de 17,7 nusos (32,8 km/h; 20,4 mph) i una velocitat màxima submergida de 7,6 nusos (14,1 km/h; 8,7 mph). Quan estava submergit, el vaixell podia operar durant 80 milles nàutiques (150 km; 92 milles) a 4 nusos (7,4 km/h; 4,6 mph); mentre que a la superfície podia viatjar 8.500 milles nàutiques (15.700 km; 9.800 milles) a 10 nusos (19 km/h; 12 mph).
L'U-573 estava equipat amb cinc tubs de torpedes de 53,3 cm (21 polzades) (quatre muntats a la proa i un a la popa), catorze torpedes, un canó naval SK C/35 de 8,8cm (3,46 polzades), 220 projectils i un canó antiaeri C/30 de 2 cm (0,79 polzades). El vaixell tenia una tripulació de d'entre 44 i 60 oficials i mariners.

## Historial de servei

### Servei alemany
L'U-573 va realitzar quatre patrulles de guerra, enfonsant només un vaixell.

#### Primera, segona i tercera patrulla
La seva carrera operativa va començar amb la seva sortida de Kiel el 15 de setembre de 1941. Va entrar a l'Atlàntic a través del mar del Nord i la bretxa entre Islàndia i les illes Fèroe. Gairebé va arribar a la costa de Labrador abans de dirigir-se cap a St. Nazaire a la França ocupada, atracant el 15 de novembre.
La segona patrulla de l'U-573 va implicar que el vaixell es llisqués per l'estret de Gibraltar, fortament defensat , cap al Mediterrani, on va enfonsar el noruec Hellen (5.289 TRB) amb dos torpedes el 21 de desembre de 1941. Va arribar a Pola a Croàcia el 30 de desembre de 1941.
La seva tercera sortida va ser relativament tranquil·la, començant i acabant a Pola entre el 2 de febrer i el 6 de març de 1942.

#### Quarta patrulla i internament
El 29 d'abril de 1942, l'U-573 va ser atacat amb càrregues de profunditat per Lockheed Hudsons del 233è esquadró de la RAF, al nord-oest d'Alger. Greument danyat, va coixejar cap al nord d'Espanya, arribant a Cartagena el 2 de maig. Els acords internacionals permetien als vaixells en ports neutrals 24 hores fer reparacions d'emergència abans de ser internats. Les autoritats espanyoles van concedir a l'U-573 un termini de tres mesos per a les reparacions, fet que va provocar diverses protestes fortes de l'ambaixada britànica a Madrid. El 19 de maig Heinsohn va volar de Madrid a Stuttgart, després va viatjar a Berlín, per discutir la situació amb la Kriegsmarine. Va tornar amb tren via Hendaia el 28 de maig. Adonant-se que fins i tot tres mesos no serien suficients per reparar el vaixell, la Kriegsmarine va vendre el vaixell a Espanya per 1,5 milions de ℛℳ . El 2 d'agost de 1942, a les 10 del matí, (un dia abans que s'hagués d'acabar el termini de tres mesos), l'armada espanyola va comissionar el vaixell com a G-7.

### Servei espanyol
Les obres van començar a l'U-573, ara G-7 , l'agost de 1943 després de la venda a Espanya, però van trigar quatre anys a completar-se. Es va trobar que els danys causats per l'atac britànic eren més extensos del que es pensava inicialment; també l'assistència tècnica alemanya i les peces van ser difícils d'obtenir en els darrers anys de la Segona Guerra Mundial i posteriors. A més, l'economia espanyola era molt feble després de la guerra civil espanyola. Les reparacions es van completar a principis de 1947 i el 5 de novembre de 1947 el G-7 es va tornar a posar en servei. Es van retirar el tallador de xarxa de l'arc i el canó antiaeri de 20 mm.
Tot i que el Tipus VII estava desfasat al final de la Segona Guerra Mundial, el G-7 era el més modern de la flota submarina espanyola; els seus altres vaixells (dos ex-italians i quatre vaixells de construcció casolana) dataven de principis dels anys trenta. El G-7 no tenia radar i no posseïa snorkel. L'any 1951 es va iniciar el desenvolupament d'un disseny d'snorkel per Empresa Nacional Bazán, l'empresa de construcció naval espanyola, però aquests van quedar en no-res quan l'Armada espanyola va comprar l'antic submarí de la Marina dels Estats Units USS Kraken.
Les reparacions del G-7 es van completar el 1947. El 1958 Arca-Filmproduktion GmbH va llogar el G-7 per participar en la pel·lícula semi-fictícia movie U 47 – Kapitänleutnant Prien, basada parcialment en la seva patrulla a Scapa Flow, on va enfonsar l'HMS Royal Oak.
El 1961 es va tornar a numerar la força submarina de l'Armada espanyola i el G-7 es va convertir en el S-01 .
Un altre U-boot va ser internat a Espanya durant la Segona Guerra Mundial: l'U-760.
El 2 de maig de 1970 va ser donat de baixa després de 23 anys de servei. Va ser subhastat per 3.334.751 pessetes (uns €502,588.52 del 2023), després dels quals, malgrat els esforços per salvar-lo i preservar-lo com a museu, el submarí va ser desballestat per a ferralla.

## Resum de l'historial d'atacs
| Data                   | Nom    | Nationalitat | Tonatge   | Destí    |
| ---------------------- | ------ | ------------ | --------- | -------- |
| 21 de desembre de 1941 | Hellen | Noruega      | 5,289 GRT | Enfonsat |